# Horacio Vásquez
Felipe Horacio Vásquez Lajara (22 de octubre de 1860-25 de marzo de 1936) fue un militar y político dominicano que ocupó la presidencia de la República Dominicana en dos periodos: 1902–1903 y 1924–1930. También fue presidente interino en 1899 el cual tenía el propósito de organizar y celebrar las elecciones de ese año.

## Primeros años
Horacio Vásquez nació el 22 de octubre de 1860, en Estancia Nueva, próximo por los predios de Moca; Sus padres fueron Basilio Vásquez Lizardo (hijo del español Ramón Vásquez y de la mocana María Lizardo Caba) y Ramona Lajara Gómez (hija del azuano Pedro Lajara y de Tomasa Gómez).
Vásquez adquirió importantes conocimientos, de adulto se dedicó a las labores agrícolas y comerciales, viajando con frecuencia a La Vega, en la cual estaba relacionado con su familia de importancia social. Hombre de gran estatura y de constitución física fornida, se granjeaba rápidamente la simpatía a la gente que lo apreciaban de manera especial por su serenidad, la rectitud de su conducta, sus condiciones intelectuales y su porte distinguido, aunque nunca mostró vivencia de ingenio

## Carrera política

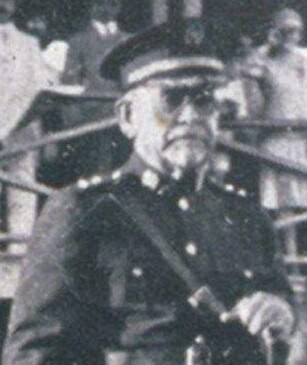
Vázquez en uniforme militar

Horacio Vásquez contaba con 26 años cuando se inició en la política pocos días más tarde de estallar la Revolución de Moya, al ser atacada la ciudad de La Vega por tropas insurrectas, se destacó en su defensa, solidarizándose con el gobierno que encabezaba Alejandro Woss y Gil pero que en realidad tenía como figura relevante a Ulises Heureaux (Lilís)

## Gobierno provisional en 1899
A su regreso al país se dedica nuevamente a la actividad de comercialización en compañía de Ramón Cáceres, su primo, y Federico Velásquez. A Horacio Vásquez, le llegó la noticia de que habían impartido órdenes para asesinarlo y le confirmó de ello a su primo Ramón Cáceres, quien odiaba a Lilís por responsabilizarlo de la muerte de su padre. La reacción de Cáceres aceptada por Horacio Vásquez fue la consumación del asesinato de Lilís. Se impartió la conspiración y tan pronto como se produjo un momento favorable, el 26 de julio de 1899, Ulises Heureaux fue asesinado.
Terminada la tiranía de Lilís no le fue posible mantenerse en el poder al presidente Figuereo que había asumido el poder inmediata y constitucionalmente. Se produjo una sublevación militar bajo la dirección de Horacio Vásquez que formó en Santiago un gobierno provisional que rápidamente se trasladó a Santo Domingo y, pese a que no se encontraba en el país, Jiménes fue reconocido como líder principal del movimiento de Vásquez, quien investido como "Presidente del Gobierno Provisional" gobernó el país desde agosto a noviembre de 1899, llamó a elecciones y, con su apoyo, Jiménes se presentó como candidato único obteniendo una abrumadora votación.
Esta elección tuvo carácter plebiscitario, Horacio Vásquez figuró en la boleta como vicepresidente, pero desafortunadamente se produjo un distanciamiento entre Jiménez y Horacio Vásquez. Este último aspiraba a suceder a Jiménez, pero Jiménez parecía inclinarse por Francisco Henríquez y Carvajal.

## Gobierno provisional 1902-1903

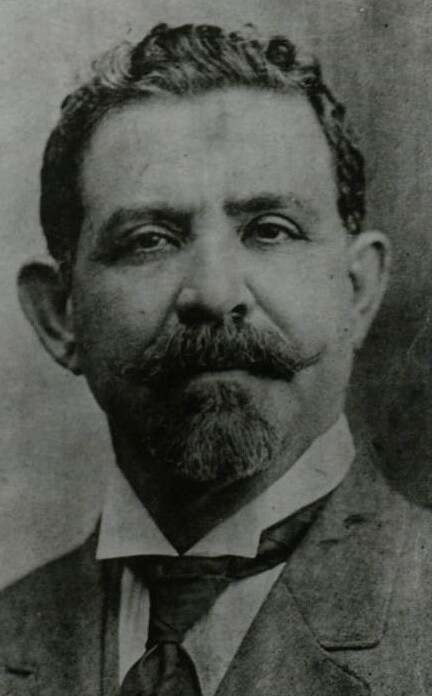
Vásquez en 1903

Las ambiciones personales y las intrigas convirtieron el distanciamiento en ruptura y Horacio Vásquez , opuesto en su intimidad a un levantamiento en armas contra el gobierno, su primo Ramón Cáceres terminó por ceder a las presiones, por ese entonces gobernador de Santiago, estallando la insurrección el 26 de abril de 1902.
En el golpe militar de 1902, Vásquez expulsó al presidente Jiménez, disolvió el congreso y asumió el poder bajo la forma jurídica de "Presidente Provisional" con el apoyo del Partido Nacional y sin nombrar vicepresidente. En 1903, ante una situación caótica de la economía y la amenaza de intervención de Estados Unidos, un golpe de Estado derrocó al general Vásquez, quien luego de varias semanas de combates, renunció a la presidencia del gobierno provisional en abril de 1903.

## Presidencia constitucional 1924-1930

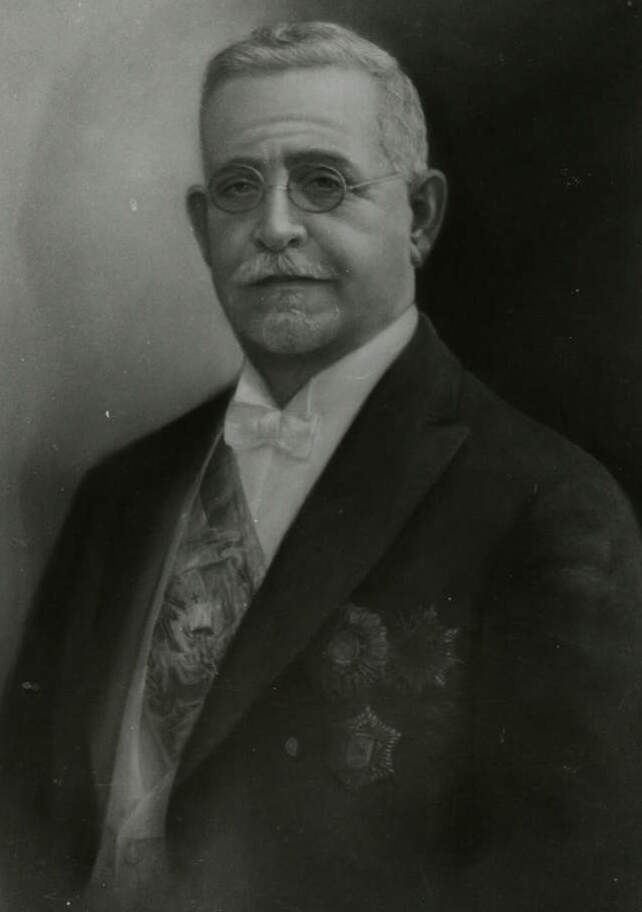
Vásquez en 1924

Se retiró con la ocupación estadounidense de 1916, hasta 1924 donde volvió a ocupar la presidencia de la República, luego de la realización de elecciones y con el beneplácito de las tropas de ocupación, que abandonaron la isla. Fue elegido presidente para el período 1924-1928 con el 69.8% de los votos, pero la prórroga forzosa de su mandato hasta 1930  y su eventual reelección, originaron una revuelta de la Guardia Nacional que, encabezada por Rafael Trujillo, lo derrocó en 1930.
Los partidarios de Vásquez fueron conocidos como horacistas, a diferencia de los Jimenistas, partidarios del principal rival de Vásquez.

## Vida personal
En la década de 1880, contrajo matrimonio con María de los Ángeles Trinidad de Moya Pérez (1863–1941), conocida como Trina de Moya, una fina mujer de gran espiritualidad que cultivaba la poesía (a la que se le adjudica la composición del Himno de las Madres). De Moya era hija de Antonia Mauricia Pérez y de Román Martín de Moya Portes; era prima de Casimiro Nemesio de Moya y sobrina de Casimiro de Moya. Uno de los caseríos pertenecientes a Trina de Moya en la provincia Espaillat se convirtió en un pueblo que posteriormente pasaría a conocerse como Villa Trina en su honor. Había mostrado mucha cercanía con el joven militar Rafael Trujillo, a quien tomó como ahijado y al final de su gobierno lo designó Jefe de la guardia.

## Muerte
Vásquez se encontraba en medio de una campaña para la reelección en contra de quien había sido su vicepresidente, Federico Velásquez, habiendo amplias posibilidades de que fuera derrotado, pero además de eso se encontraba enfermo de gravedad y al final de 1929, cayó postrado en cama y fue trasladado a Baltimore para ser sometido a una intervención quirúrgica con el propósito de extirparle un cálculo renal que terminó con la extirpación de uno de sus riñones.
Muere el 25 de marzo de 1936 en su finca de la parada vieja en Tamboril, Santiago, a la edad de 75 años, donde se retiró tras haber sido derrocado.